# 王少雄
王少雄（1950年12月—），男，重庆武隆人，中华人民共和国政治人物。成都理工大学（原成都地质学院）水文系水文地质及工程地质专业毕业，中共中央党校世界经济专业在职研究生学历。

## 生平
1973年加入中国共产党。历任中共四川省成都市委宣传部副部长、部长、市委常委、市委副书记、副市长；四川省委宣传部部长、省委常委、省国资委党委书记等职。2011年1月被补选为四川省人大会常委会副主任。